# Severny (oblast de Moscou)
Pour les articles homonymes, voir Severny.
Cet article concerne commune urbaine du raïon de Moscou. Pour district de la ville de Moscou, voir Severny (district).
Severny (en russe : Северный) est une commune urbaine située dans le raïon de Taldom et l'oblast de Moscou, en Russie. Population : 4 076 (2010); 3 828 (2002) 4 074 (1989).